# Кривицький Леонід Григорович
Леоні́д Григо́рович Криви́цький (нар. 20 лютого 1939, Житомир — пом. 22 вересня 2010, Київ) — український тренер з футболу, заслужений працівник фізичної культури і спорту України, заслужений тренер України.

## Біографія
Народився 20 лютого 1939 року в місті Житомирі. У 15-річному віці переїхав до Миколаєва. Навчався на відділенні футболу миколаївської ДЮСШ, потім у ФШМ в Києві.
У 1958 році Л. Кривицький був запрошений до футбольного клубу «Авангард» (Миколаїв), провів у її складі в Чемпіонаті СРСР (клас «Б») 10 ігор, забив 1 гол. В подальшій футбольній кар'єрі молодого форварда були такі команди, як: «Шахтар» (Донецьк), дубль ЦСК МО (Москва), СКВО-СКА (Одеса), «Трубник» (Нікополь), «Шахтар» (Кадіївка). У 1961 році знову захищає кольори миколаївської команди «Суднобудівник» — 3 голи в 23 матчах у Чемпіонаті СРСР, також забив по одному м'ячеві в кубковому та міжнародному матчах.
Через важку травму рано закінчив кар'єру футболіста. Закінчив факультет фізичного виховання Миколаївського державного педагогічного інституту.
У 1969 році переїхав до Первомайська, де тренував команду «Будівельник» (Первомайськ), що виступала в Чемпіонаті СРСР (клас «Б»). В подальшому первомайські футбольні команди «Спартак», «Фрегат» під керівництвом Л. Кривицького регулярно гідно виступали в Чемпіонатах і розіграшах Кубку України серед любительських колективів, перемагали в обласних змаганнях з футболу.
У 1977 році юнацька футбольна команда «Юність» (Первомайськ) стала Чемпіоном України й виграла Всесоюзний фінал турніру на приз клубу «Шкіряний м'яч». У 1980 році «Юність» втретє за п'ять років стала найсильнішою юнацькою футбольною командою України, колектив тренера Л. Кривицького переграв однолітків «Динамо» (Київ) — 5:0, «Дніпра» (Дніпропетровськ) — 3:0, харківського спортінтернату — 1:0.
У середині 1980-х років Л. Кривицький переїхав до Києва. Працював заступником директора Асоціації спортклубів України, директором спортклубу «Олімпієць» республіканського спортінтернату.
З 1985 року й до кінця життя — директор ДЮФК «Сталь» (Київ), який у 1996 році перетворений на дитячий футбольний клуб.
Помер 22 вересня 2010 року.
Більше п'ятдесяти вихованців Л. Кривицького в різні роки грали в командах майстрів, серед них: Костянтин Доценко, Олександр Грушанський, Юрій Бондарєв, Михайло Кравець, Сергій Ященко, Сергій Найденко, Сергій Завальнюк, Іван Мілько, Андрій Шуренков, Юрій Дмитрулін, Юрій Барсуков, Тімерлан Гусейнов, Микола Артюх, Віктор Чебаков, Юрій Заботкін та інші.

## Нагороди і почесні звання
- Заслужений працівник фізичної культури і спорту України.
- Заслужений тренер України.
- Почесний громадянин міста Первомайськ[1].

## Пам'ять
В лютому 1999 року в місті Первомайськ відкрито дитячу футбольну школу імені Леоніда Кривицького.
З 2000 року в Первомайську проводяться щорічні дитячі турніри з міні-футболу на приз Почесного громадянина міста Л. Г. Кривицького.